# Cá thu Trung Quốc
Cá thu Trung Quốc (danh pháp hai phần: Scomberomorus sinensis) là một loài cá trong họ Cá thu ngừ. Cá thu Trung Quốc con đực có thể đạt đạt 218 cm tổng chiều dài và nặng 80 kg. Chúng được tìm thấy từ Biển Nhật Bản, Hoàng Hải và Trung Quốc đến Việt Nam và Campuchia (có khả năng thâm nhập 300 km lên sông Mekong).